# Liste der EBU-Boxeuropameister im Halbmittelgewicht
Die folgende Liste enthält in chronologischer Reihenfolge sämtliche Profiboxer, welche sich im Laufe ihrer Karriere den Europameistertitel der European Boxing Union (EBU) im Halbmittelgewicht (auch Superweltergewicht) (66,678 kg bis 69,853 kg) sichern konnten.

## EBU-Europameister im Halbmittelgewicht
|    | Zeitraum                               | Boxer                 | Nationalität   | Titelverteidigungen |
| -- | -------------------------------------- | --------------------- | -------------- | ------------------- |
| 1  | 22. Mai 1964 – 1. Januar 1966          | Bruno Visintin        | Italien        | 5                   |
| 2  | 1. Januar 1966 – 11. Februar 1966      | Bo Högberg            | Schweden       | 0                   |
| 3  | 11. Februar 1966 – 17. Juni 1966       | Yoland Levèque        | Frankreich     | 0                   |
| 4  | 17. Juni 1966 – 1968                   | Sandro Mazzinghi      | Italien        | 4                   |
| 5  | 29. November 1968 – 16. Juli 1969      | Remo Golfarini        | Italien        | 1                   |
| 6  | 16. Juli 1969 – 11. September 1970     | Gerhard Piaskowy      | Deutschland    | 1                   |
| 7  | 11. September 1970 – 5. Juli 1972      | José Hernández García | Spanien        | 3                   |
| 8  | 5. Juli 1972 – 4. Juli 1973            | Juan Carlos Duran     | Italien        | 2                   |
| 9  | 4. Juli 1973 – 7. Juni 1974            | Jacques Kechichian    | Frankreich     | 1                   |
| 10 | 7. Juni 1974 – 24. Juni 1975           | José Manuel Durán     | Spanien        | 3                   |
| 11 | 24. Juni 1975 – 16. Januar 1976        | Eckhard Dagge         | Deutschland    | 1                   |
| 12 | 16. Januar 1976 – 1. Oktober 1976      | Vito Antuofermo       | Italien        | 1                   |
| 13 | 1. Oktober 1976 – 1978                 | Maurice Hope          | Großbritannien | 2                   |
| 14 | 21. November 1978 – 17. März 1979      | Gilbert Cohen         | Frankreich     | 0                   |
| 15 | 17. März 1979 – 19. März 1981          | Marijan Beneš         | Kroatien       | 4                   |
| 16 | 19. März 1981 – 1. Juli 1981           | Louis Acariès         | Frankreich     | 0                   |
| 17 | 1. Juli 1981 – 1983                    | Luigi Minchillo       | Italien        | 4                   |
| 18 | 23. Mai 1983 – 1984                    | Herol Graham          | Großbritannien | 1                   |
| 19 | 25. Mai 1984 – 28. September 1984      | Jimmy Cable           | Großbritannien | 0                   |
| 20 | 28. September 1984 – 1985              | Georg Steinherr       | Deutschland    | 1                   |
| 21 | 30. November 1985 – 1986               | Saïd Skouma           | Frankreich     | 2                   |
| 22 | 17. September 1986 – 28. Januar 1987   | Chris Pyatt           | Großbritannien | 0                   |
| 23 | 28. Januar 1987 – 1987                 | Gianfranco Rosi       | Italien        | 2                   |
| 24 | 29. Januar 1988 – 1989                 | René Jacquot          | Frankreich     | 3                   |
| 25 | 11. Juni 1989 – 20. August 1989        | Edip Sekowitsch       | Österreich     | 0                   |
| 26 | 20. August 1989 – 20. Dezember 1989    | Giuseppe Leto         | Italien        | 0                   |
| 27 | 20. Dezember 1989 – 1991               | Gilbert Delé          | Frankreich     | 2                   |
| 28 | 2. Februar 1991 – 3. Mai 1991          | Saïd Skouma (2)       | Frankreich     | 0                   |
| 29 | 3. Mai 1991 – 14. August 1991          | Mourad Louati         | Niederlande    | 0                   |
| 30 | 14. August 1991 – 29. November 1992    | Jean-Claude Fontana   | Frankreich     | 1                   |
| 31 | 29. November 1992 – 5. Oktober 1993    | Laurent Boudouani     | Frankreich     | 2                   |
| 32 | 5. Oktober 1993 – 11. Januar 1994      | Bernard Razzano       | Frankreich     | 0                   |
| 33 | 11. Januar 1994 – 3. Januar 1995       | Javier Castillejo     | Spanien        | 4                   |
| 34 | 3. Januar 1995 – 1996                  | Laurent Boudouani (2) | Frankreich     | 2                   |
| 35 | 28. September 1996 – 20. Dezember 1996 | Faouzi Hattab         | Frankreich     | 0                   |
| 36 | 20. Dezember 1996 – 1998               | Davide Ciarlante      | Italien        | 2                   |
| 37 | 2. Juli 1998 – 1998                    | Javier Castillejo (2) | Spanien        | 0                   |
| 38 | 30. November 1998 – 2000               | Mamadou Thiam         | Frankreich     | 3                   |
| 39 | 3. Juni 2000 – 2000                    | Roman Karmasin        | Russland       | 0                   |
| 40 | 29. Januar 2001 – 2001                 | Mamadou Thiam (2)     | Frankreich     | 1                   |
| 41 | 19. Januar 2002 – 2002                 | Wayne Alexander       | Großbritannien | 0                   |
| 42 | 7. Februar 2003 – 2003                 | Roman Karmasin (2)    | Russland       | 2                   |
| 43 | 17. Juli 2004 – 2005                   | Serhij Dsynsyruk      | Ukraine        | 2                   |
| 44 | 10. März 2006 – 2007                   | Michele Piccirillo    | Italien        | 2                   |
| 45 | 7. Juli 2007 – 2008                    | Saurbek Bajsangurow   | Russland       | 2                   |
| 46 | 6. März 2009 – 23. Oktober 2009        | Jamie Moore           | Großbritannien | 1                   |
| 47 | 23. Oktober 2009 – 2010                | Ryan Rhodes           | Großbritannien | 1                   |
| 48 | 18. September 2010 – Oktober 2011      | Lukáš Konečný         | Tschechien     | 2                   |
| 49 | 16. Juni 2012 – 2013                   | Sergey Rabchenko      | Belarus        | 3                   |
| 50 | 17. Mai 2014 – 16. August 2014         | Isaac Real            | Spanien        | 0                   |
| 51 | 16. August 2014 – Februar 2015         | Jack Culcay-Keth      | Deutschland    | 1                   |
| 52 | 13. Juni 2015 – 2017                   | Cédric Vitu           | Frankreich     | 3                   |
| 53 | 22. Dezember 2017 – aktuell            | Zakaria Attou         | Frankreich     | 0                   |

## Weitere Gewichtsklassen
- Liste der EBU-Boxeuropameister im Schwergewicht
- Liste der EBU-Boxeuropameister im Cruisergewicht
- Liste der EBU-Boxeuropameister im Halbschwergewicht
- Liste der EBU-Boxeuropameister im Supermittelgewicht
- Liste der EBU-Boxeuropameister im Mittelgewicht